# Coronel Suárez (kommunhuvudort i Argentina)
Coronel Suárez är en kommunhuvudort i Argentina.   Den ligger i provinsen Buenos Aires, i den centrala delen av landet, 400 km sydväst om huvudstaden Buenos Aires. Coronel Suárez ligger 239 meter över havet och antalet invånare är 27 000.
Terrängen runt Coronel Suárez är mycket platt. Det finns inga andra samhällen i närheten.
Trakten runt Coronel Suárez består till största delen av jordbruksmark. Runt Coronel Suárez är det mycket glesbefolkat, med 6 invånare per kvadratkilometer.